# Lastfire
Lastfire (Eigenschreibweise LASTFIRE, engl. für Large Atmospheric Storage Tank Fires) ist eine internationale Organisation, die sich hat sich mit allen Aspekten des Brandrisikomanagements von Tanklagern befasst.

## Geschichte
In den späten 1990er-Jahren wurde im Auftrag eines Konsortiums von 16 Ölgesellschaften ein Projekt initiiert, um die Risiken im Zusammenhang mit offenen Schwimmdachtanks mit großem Durchmesser (über 40 m) zu untersuchen. Das Projekt wurde als „LASTFIRE-Projekt“ bekannt. Aus diesem Projekt heraus entwickelte sich die gleichnamige Organisation.

## Aktivitäten
Lastfire verfolgt Forschungsprojekte zu Tanklagerbränden bzw. ihrer Verhinderung und Löschung und verfasst Praxisleitfäden sowie Positionspapiere.
Themen im Fokus sind z. B. Boilover, Dampfunterdrückung und Leistungstests von Schaumlöschmitteln. Bei Letzteren steht der Ersatz der PFAS-haltigen Löschmittel (AFFF) durch fluorfreie im Fokus. Einige der Tests werden in Zusammenarbeit mit dem Werkfeuerwehrverband Deutschland durchgeführt.

## Mitgliedsunternehmen
- AMPOL
- BP International
- Coogee
- EnQuest
- ExxonMobil
- Gezamenlijke Brandweer
- LyondellBasell
- MOL Hungarian Oil & Gas Company
- Neste Oil
- Nynas
- Perimeter Solutions
- Petronas
- Phillips 66
- Puma Energy
- Qatar Petroleum
- Reliance Industries Limited
- Schmitz One Seven
- Shell Global Solutions
- SINOPEC Safety Engineering Institute
- Swedish Petroleum & Biofuel Institute (SPBI)
- Total
- Turkish Petroleum Refineries Corporation
- Viva Energy Australia
- Woodside